# Joan MacAlpine-Stiles
Pour les articles homonymes, voir Stiles.
Leslie Joan MacAlpine-Stiles est une femme politique canadienne, anciennement députée libéral de Moncton-Ouest à l'Assemblée législative du Nouveau-Brunswick.

## Biographie
Joan MacAlpine-Stiles est née Joan MacAlpine à Rexton, au Nouveau-Brunswick. Elle a complété son éducation élémentaire et secondaire à Moncton, avant de fréquenter l'Université baptiste de l'Atlantique.
Elle est conseillère municipale de Moncton de 1992 à 1999. Elle devient la première mairesse suppléante de la cité en 1997, poste qu'elle conserve jusqu'en 1998.
D'abord membre du Parti progressiste-conservateur du Nouveau-Brunswick, Joan MacAlpine-Stiles est élue à la 54e législature pour représenter la circonscription de Moncton-Sud à l'Assemblée législative du Nouveau-Brunswick le 7 juin 1999, lors de la 54e élection générale. Elle est assermentée au Conseil exécutif le 21 juin 1999, où elle devient ministre des Municipalités dans le gouvernement de Bernard Lord. Elle devient ministre d'Entreprises Nouveau-Brunswick le  23 mars 2000 avant d'être nommée ministre des Services familiaux et communautaires, toujours dans le gouvernement de Bernard Lord. Elle est réélue à la 55e législature le 9 juin 2003, lors de la 55e élection générale. Elle est nommée ministre Tourisme et des Parcs le 27 juin de la même année. Elle est aussi ministre des Services familiaux et communautaires et ministre responsable du Conseil consultatif des aînés du 31 octobre 2005 au 14 février 2006. Elle est nommée ministre ministre du Tourisme et des Parcs et ministre responsable de la condition de la femme le 14 février 2006.
Joan MacAlpine-Stiles est élue pour représenter la nouvelle circonscription de Moncton-Ouest à la 56e législature le 18 septembre 2006, lors de la 56e élection générale. Le Parti progressiste-conservation devient alors l'Opposition officielle. Elle se joint au caucus libéral le 17 avril 2007. Elle est membre du Comité des prévisions budgétaires, du Comité de modification des lois, du Comité des projets de loi d’intérêt privé et du Comité des comptes publics, en plus de présider le Comité spécial de l’apprentissage continu.
Elle n'est pas candidate lors de la 57e élection générale, en 2010.
Elle épouse le député de Petitcodiac, Wally Stiles, le 17 septembre 2005. Le couple a trois filles.